# 반날개상과
반날개상과(Staphylinoidea)는 반날개하목에 속하는 딱정벌레 상과의 하나이다. 전 세계에 분포하는 매우 크고 다양한 종으로 이루어진 분류군이다.

## 특징
대부분의 반날개상과 종은 중간 또는 작은 크기의 딱정벌레이며 한 쌍의 짧은 딱지날개를 갖고 있다. 뒷날개는 배면에 어떤 보조 돌출부도 없으며, 쐐기 세포와 정단 세포도 없다. 가슴의 여덟번째 마디는 일곱번째 마디 안으로 완전히 들어기지 않는다..

## 하위 분류
반날개상과는 아래와 같은 과 또는 아과로 이루어져 있다.
- 먼지송장벌레과 (Agyrtidae) C.G. Thomson 1859
- 호리가슴땡땡이과 (Hydraenidae) Mulsant 1844
- 알버섯벌레과 (Leiodidae) Fleming 1821 = (Anisotomidae)
- 프틸리디움과 (Ptiliidae) Erichson 1845
- 송장벌레과 (Silphidae) Latreille 1807 - 송장벌레
- 반날개과 (Staphylinidae) Latreille 1802
  - 이끼벌레아과 (Scydmaeninae) Leach 1815

명백한 화석 기록은 트라이아스기까지 거슬러 올라가며, 이 딱정벌레의 기원은 중생대 초기에 시작된 것으로 추정하고 있다.